# 錫爾弗希爾 (喬治亞州查圖加縣)
錫爾弗希爾（英語：Silver Hill）是位於美國喬治亞州查圖加縣的一個非建制地區。該地的面積和人口皆未知。

## 地理
錫爾弗希爾的座標為34°24′06″N 85°18′26″W / 34.40167°N 85.30722°W，而該地的平均海拔高度為224米（即735英尺）。